# Estación de Campus Diagonal-Besòs
Campus Diagonal-Besòs, anteriormente denominada Can Llima, es una estación de la línea T4 del Trambesòs, situada entre las estaciones de Fòrum y Port Fòrum. Está ubicada sobre la avenida de Eduardo Maristany, en San Adrián del Besós. 

## Historia
Esta estación entró en servicio con el estreno del primer tramo del Trambesòs. Dicho tramo fue inaugurado el 8 de mayo de 2004 (el día antes de la apertura del Fórum de las Culturas) por el entonces alcalde de Barcelona, Joan Clos y el consejero de Política Territorial y Obras Públicas de la Generalidad de Cataluña y presidente de la ATM, Joaquim Nadal.
El 14 de septiembre de 2016 se le cambió el nombre de Can Llima a Campus Diagonal-Besòs debido a la entrada en servicio del campus homónimo, sede de la Escuela de Ingeniería de Barcelona Este.

## Líneas
| << cabecera | < estación | línea | estación > | cabecera >>           |
| ----------- | ---------- | ----- | ---------- | --------------------- |
| Verdaguer   | Fòrum      |       | Port Fòrum | Estació de Sant Adrià |